# Gheorghe Popescu
Gheorghe Popescu (Calafat, Rumania; 9 de octubre de 1967), conocido como Gica Popescu, es un exfutbolista rumano que jugó durante las décadas de 1980 y 1990. Considerado como uno de los mejores futbolistas rumanos de todos los tiempos, en la actualidad es director de una escuela de fútbol en Bucarest y es miembro del primer equipo de veteranos europeo, el EFPA Team. 
Dotado de una fuerte complexión física (medía 1,88 m. y pesaba 83 kg) jugó como defensa central o centrocampista de contención. Destacó por su fútbol elegante, su pase largo y su fuerte personalidad, que lo convertían en el líder del equipo. En Rumania es conocido como "Baciul" (el pastor). Fue designado mejor jugador de Rumania en seis ocasiones.
Popescu llegó al Fútbol Club Barcelona en 1995, disputando sesenta y ocho partidos en los que lograría nueve goles, hasta que en 1997 puso rumbo al Galatasaray Spor Kulübü de Turquía. El jugador rumano llegó a ser capitán azulgrana y consiguió varios títulos deportivos.
Popescu también destacó por ser, junto a su cuñado Gheorghe Hagi, el líder de la selección rumana. Desde 1988, cuando debutó, fue titular indiscutible de la selección, participando en todas las grandes competiciones que disputó. 
Es actualmente presidente del FC Farul Constanța, donde G. Hagi es Director deportivo.

## Selección nacional
Fue 116 veces seleccionado y anotó 16 goles, siendo el tercer jugador con más partidos en la historia de la selección rumana, solo detrás de Dorinel Munteanu y Gheorghe Hagi.
Disputó tres copas del mundo, Italia 1990, Estados Unidos 1994 y Francia 98, donde fue titular indiscutible, perteneciendo a la mejor generación de futbolistas rumanos en la historia de los mundiales. Participó también en la Eurocopa 1996 y en la Eurocopa 2000.

### Participaciones en Copas del Mundo
| Mundial                        | Sede           | Resultado        | Partidos |
| ------------------------------ | -------------- | ---------------- | -------- |
| Copa Mundial de Fútbol de 1990 | Italia         | Octavos de final | 4        |
| Copa Mundial de Fútbol de 1994 | Estados Unidos | Cuartos de final | 5        |
| Copa Mundial de Fútbol de 1998 | Francia        | Octavos de final | 4        |

### Participaciones en Eurocopas
| Eurocopa      | Sede                   | Resultado        |
| ------------- | ---------------------- | ---------------- |
| Eurocopa 1996 | Inglaterra             | Primera ronda    |
| Eurocopa 2000 | Bélgica & Países Bajos | Cuartos de final |

## Clubes
| Club                  | País         | Año       | Partidos | Goles |
| --------------------- | ------------ | --------- | -------- | ----- |
| Universitatea Craiova | Rumania      | 1984-1988 | 55       | 3     |
| Steaua Bucarest       | Rumania      | 1988      | 13       | 1     |
| Universitatea Craiova | Rumania      | 1988-1990 | 63       | 15    |
| PSV Eindhoven         | Países Bajos | 1990-1994 | 109      | 24    |
| Tottenham Hotspur     | Inglaterra   | 1994-1995 | 23       | 3     |
| FC Barcelona          | España       | 1995-1997 | 68       | 9     |
| Galatasaray SK        | Turquía      | 1997-2001 | 110      | 5     |
| US Lecce              | Italia       | 2001-2002 | 28       | 3     |
| Dinamo de Bucarest    | Rumania      | 2002      | 8        | 0     |
| Hannover 96           | Alemania     | 2002-2003 | 14       | 1     |

## Condena por corrupción
Junto a otros exfutbolistas rumanos como George Copos, Mihai Stoica, Cristi Borcea e Ion Becali, el exjugador resultó condenado a tres años de cárcel con prórroga por la Corte de Justicia de Bucarest tras ser acusado de extorsión, evasión fiscal y blanqueo de dinero como resultado de la comisión de irregularidades cometidas en el traspaso de jugadores al exterior durante los años 1999 a 2005.

## Palmarés
- Internacionales:
  - 1 Copa de la UEFA (2000), con el Galatasaray.
  - 1 Supercopa de Europa (2000), con el Galatasaray.
  - 1 Recopa de Europa (1997), con el FC Barcelona.
- Rumania:
  - 1 Liga de Rumania (1988), con el Steaua Bucarest.
- Holanda:
  - 2 Ligas de Holanda (1991, 1992), con el PSV Eindhoven.
  - 1 Supercopa de Holanda (1992), con el PSV Eindhoven.
- España:
  - 1 Copa del Rey (1997), con el FC Barcelona.
  - 1 Supercopa de España (1996), con el FC Barcelona
- Turquía:
  - 3 Campeonatos de Turquía (1998, 1999, 2000), con el Galatasaray.
  - 2 Copas de Turquía (1999, 2000), con el Galatasaray.